# Dofus
Dofus – wieloosobowa, sieciowa gra typu MMORPG wydana 1 września 2005. Stworzona została w technologii Flash przez francuskiego wydawcę – Ankama Studio. Cechą charakterystyczną gry jest malowniczy (bajkowy) wygląd. Gra zdobyła nagrodę Bytten Ernie za najlepszą grafikę i concept art w 2007 i nagrodę publiczności podczas Independent Game Festival w 2006.

## Mechanika gry
W grze dostępne jest 16 klas postaci darmowych oraz 1 dodatkowa, którą można stworzyć kupując konto premium. Gra toczy się w czasie rzeczywistym natomiast walka przybiera postać rozgrywki turowej z ograniczonym czasem przeznaczonym na dokonanie decyzji.
Waluta w wirtualnym świecie nosi nazwę Kamas. Za pomocą niej gracze mogą handlować między sobą.
Początkowa część gry jest dostępna za darmo, natomiast dalsze obszary są dostępne po opłaceniu abonamentu (pay to play).